# 多国間制裁監視チーム
多国間制裁監視チーム（英: MSMT：Multilateral Sanctions Monitoring Team）は、朝鮮民主主義人民共和国の「制裁違反・回避事例の指摘・公表等を通じて関連安保理決議の実効性を確保する取組」（外務省）。2024年10月、設立された。

## 概要
2024年4月に国連安全保障理事会の北朝鮮制裁委員会（1718委員会）専門家パネルが解散したことを受け、日米韓を含む有志国11か国により設立された。参加国は、日本、オーストラリア、カナダ、フランス、ドイツ、イタリア、オランダ、ニュージーランド、韓国、イギリス、アメリカ。